# James Stanley (10e comte de Derby)
James II Stanley (né le 3 juillet 1664 et mort le 1er février 1736) est un noble anglais qui fut le 10e comte de Derby et dernier seigneur de Man de sa lignée, de 1702 à 1736.

## Biographie
James II Stanley est le fils de Charles Stanley. Il succède à son frère le 5 novembre 1702 comme 10e comte de Derby et seigneur de Man.

## Carrière politique
Il est élu à la Chambre des communes pour la circonscription de Clitheroe en 1685 jusqu'en 1689, puis comme représentant de Preston de 1689 à 1690 et du Lancashire de 1695 à 1702. Il assume la fonction de Gentilhomme de la Chambre de roi Guillaume III d'Angleterre de 1689 à 1702.
En 1702 il succède à son frère comme 10e comte de Derby et entre à la Chambre des Lords. En 1706 le comte de Derby est admis au Conseil Privé et nommé Chancelier du duché de Lancaster, une fonction qu'il occupe jusqu'en 1710, il devient ensuite Capitaine des Yeomen de la Garde de 1715 à 1723.Il sert comme Lord Lieutenant du Lancashire entre 1702 et 1710 et entre 1714 et 1736. Il succède enfin à sa petite-nièce comme 6e Baron Strange en 1732.

## Seigneur de Man
C'est finalement James II Stanley qui règle le problème foncier dans l'île de Man grâce aux travaux de Thomas Wilson l'évêque du diocèse de Sodor et Man, par son « Act of Settlement » de 1704 connu sous le nom de « Manx Magna Carta ». L'acte redonne la propriété des terres aux fermiers en contrepartie du versement d'une rente aux seigneurs. L'évêque Thomas Wilson à un caractère bien trempé et estime que l'église de Man doit retrouver ses anciens pouvoirs dont celui de procéder à des arrestations. Il en résulte un conflit en 1716 entre Wilson et le seigneur de Man qui cause des difficultés considérables et qui ne seront jamais véritablement réglées de manière satisfaisante.Bien que destiné à être salutaire pour les âmes de son troupeau, le pouvoir de Wilson sur l'île devient tyrannique.

## Union et succession
James II Stanley épouse Mary Morley († 1752). il meurt à 68 ans sans laisser d'héritier direct. La succession de la seigneurie de Man se trouve séparée de celle du comté de Derby qui revient à un membre d'une lignée cadette de la famille Stanley Edward Stanley (11e comte de Derby); alors qu'elle échoit à James Murray 2e duc d'Atholl un descendant de James Stanley le 7e comte de Derby